# John Persson (ishockeyspelare)
John Persson, född 18 maj 1992, är en svensk före detta professionell ishockeyspelare. Persson är född i Östersund men är uppvuxen i Mora, Dalarna. Familjen kom från början från Huddinge. Flera syskon i familjen har spelat ishockey, inklusive Johan och Jonathan Persson. Han spelade juniorishockey för Mora, men valde att flytta över till Nordamerika inför säsongen 2009/2010 där han kom att spela för Red Deer Rebels i WHL. 
Han draftades i femte rundan i 2011 års draft av New York Islanders som 125:e spelare totalt. Han har sammanlagt spelat 10 matcher i NHL då han mestadels spelat för Bridgeport Sound Tigers i AHL.
Inför säsongen 2015/2016 skrev han på ett tvåårskontrakt med Färjestad BK. Han noterades för 16 poäng (varav 12 mål) under sin första säsong i klubben.